# Betina Riegelhuth
Betina Riegelhuth, née le 17 juin 1987 à Ski, est une handballeuse internationale norvégienne qui évolue au poste d'arrière droite, actuellement au Storhamar Håndball.
Elle est la sœur cadette de la handballeuse internationale  Linn-Kristin Riegelhuth Koren.

## Biographie
À l'intersaison 2015, elle quitte Storhamar Håndball pour rejoindre Team Esbjerg.
En décembre 2015, elle remporte le championnat du monde au Danemark en battant les Pays-Bas en finale.

## Palmarès

### En club
compétitions nationales
- championne du Danemark en 2016 avec Team Esbjerg

### En sélection
championnat du monde
- vainqueur du championnat du monde 2015,  Danemark

championnat d'Europe
- vainqueur du championnat d'Europe 2014,  Hongrie &  Croatie